# Roquette Frères
Roquette er en fransk familieejet fødevarevirksomhed, der fremstiller over 650 produkter baseret på plantestivelse. Virksomheden udvinder selv stivelsen fra majs, hvede, kartofler og ærter. Roquette har over 8.360 ansatte og omsætter for over 2,5 mia. euro.